# De Leien

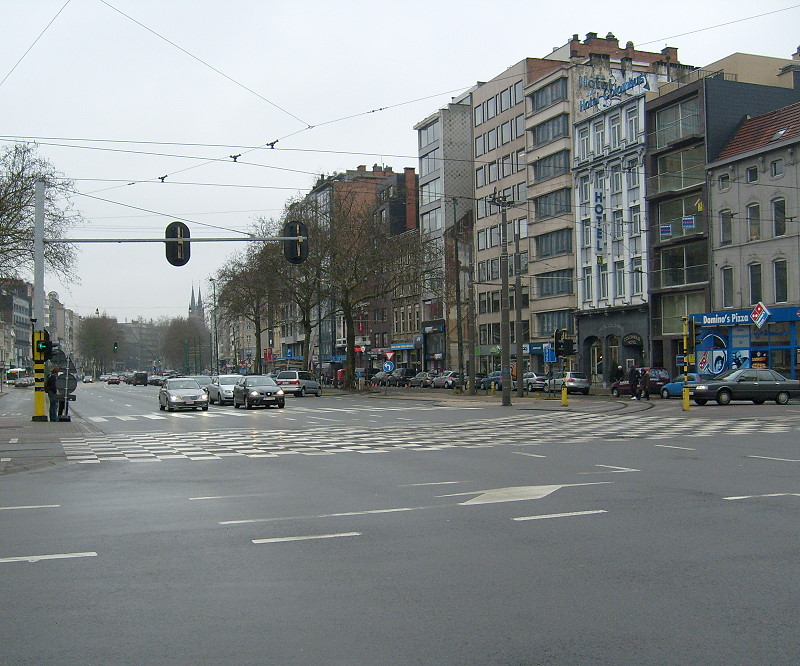
Frankrijklei, la intersecția cu Kipdorpbrug.

De Leien (în română Aleile) sunt o serie de străzi din centrul orașului belgian Antwerpen. Ele pornesc de la sud (accesul dinspre Bruxelles) spre nord (până la începutul portului). Străzile din sud se numesc Zuiderleien (Aleile de Sud), iar cele din nord Noorderleien (Aleile de Nord). De Leien urmăresc în linii mari traseele fostelor fortificații spaniole din secolul al XVI-lea.

## Istoric
Lei este un vechi cuvânt flamand care însemna alee, iar Leien este pluralul lui, deci „Alei”. De Leien sunt construite în general pe amplasamentul fostelor fortificații spaniole din secolul al XVI-lea. Împrejmuirea orașului, începută în 1542, conținea ziduri și fortificații menite să apere orașul în cazul unor invazii externe. Spaniolii au impus și o interdicție de construire a oricărei clădiri pe o distanță de 500 de metri în fața zidurilor Fortăreței Antwerpen, pentru a asigura vizibilitatea și a facilita apărarea în eventualitatea unui atac. După obținerea independenței Belgiei, Antwerpen a devenit o localitate importantă, situată în apropierea graniței de nord a noului regat. Din Antwerpen au început să se exercite presiuni asupra autorităților centrale pentru a i se permite extinderea dincolo de zidurile fortăreței. Începând din 1859, orașul a redevenit proprietarul celor 154 de hectare care includeau fortificațiile și terenul din fața lor, anterior inaccesibil construcțiilor civile. Fortificațiile au fost demolate între 1867 și 1869, iar terenul pe care fuseseră construite a fost transformat în străzi. Numele acestora, dispuse de la nord la sud, erau: Handelslei (Aleea Comerțului), Kunstlei (Aleea Artelor), Nijverheidslei (Aleea Industriei) și Zuiderlei (Aleea de Sud). La sfârșitul Primului Război Mondial ele au fost redenumite Italiëlei, Frankrijklei, Britselei și Amerikalei, după numele țărilor învingătoare.

## Situația actuală
Amerikalei începe în sud, de la Bolivarplaats (Piața Bolivar). Pe sub această piață traversează Tunelul Bolivar, care deservește autostrada A112, pe care de Leien o conectează cu inelul de ocolire a Antwerpenului și cu autostrada A12. Amerikalei și Britselei poartă numărul drumului național N113, în timp ce Frankrijklei și Italiëlei sunt parte a drumului național N1.
Până în anii 1930, de Leien se prezentau ca trei străzi paralele cu circulație bidirecțional. Acesta este motivul pentru care stațiile de tramvai de pe porțiunile de bulevard încă nemodernizate se află atât de departe de trotuare: tramvaiele circulau în ambele direcții. După cel de-Al Doilea Război Mondial benzile de circulație au fost convertite pentru trafic unidirecțional, dar, până în anii 1960, tramvaiele, atât cele locale cât și cele care făceau legătura cu comunele învecinate, aveau uși pe ambele părți, iar stațiile se aflau în zona centrală dintre sensurile de circulație.
Partea sudică a de Leien a fost complet reamenajată în primii ani ai secolului al XXI-lea. Tramvaiele și autobuzele au acum propria lor cale dedicată în mijlocul bulevardelor. La stânga și la dreapta acesteia se găsesc sensurile de circulație cu câte două benzi pentru traficul de tranzit, care sunt despărțite prin piste de biciclete de benzile pentru traficul local.
Începând din 2015, partea nordică a de Leien a intrat în lucrări de transformare după același model ca partea sudică. În 2006, strada Frankrijklei și-a schimbat radical aspectul după îndepărtarea podului „temporar” peste Franklin Rooseveltplaats (Piața Franklin Roosevelt), care a fost în exploatare 34 de ani.
Între Italiëlei și Frankrijklei este prevăzută realizarea unei noi piețe, numită Operaplein (Piața Operei). Lucrările de construcție, prevăzute inițial să înceapă în 2008, au fost amânate pentru 2016. Traficul rutier va fi direcționat printr-un nou tunel cu două tuburi care va fi construit pe sub piață.

## În cultura populară
- Străzile sunt cunoscute și sub titulatura Den Boulevard (Bulevardul). Numele „bulevard” este încă folosit în dialectul din Antwerpen, în timp ce denumirea de Leien este utilizată de mass-media și de locuitorii mai recenți ai orașului.
- Inițial, numele de Leien indica străzile din zona șic din sud situată în jurul Hof van Leysen (între Markgravelei și Desguinlei): Van Putlei, Bosmanslei și Arthur Goemaerelei.
- Adresarea față de cei născuți în zona de Leien sau care locuiesc acolo imediat după naștere include formula de politețe Sinjoor. Acest „titlu” datează din perioada ocupației spaniole și înseamnă „domnule”.
- Bulevardul De Keyserlei, o stradă estică ce intersectează Frankrijklei în direcția Gării Antwerpen-Centraal, precum și străzile Maria-Theresialei, Louisa-Marialei și Maria-Henriettalei, alte străzi ce intersectează Frankrijklei, dar în direcția Parcului Municipal, sunt și ele considerate „alei”, dar nu fac parte din De Leien.